# Geltingerau
Die Geltingerau ist ein Fließgewässer im Kreis Schleswig-Flensburg in der Landschaft Angeln in Schleswig-Holstein. Sie wird im Wasser- und Bodenverband Geltinger Stenderuper Au mit der Gewässernummer 7 geführt. Sie entspringt als verrohrtes Fließgewässer an einem Knick 300 Meter westlich der Sackgasse Schulstraße im Ortsteil Schwackendorf der Gemeinde Hasselberg auf der Gemeindegrenze zu Rabenholz. Sie fließt nach Norden und verlässt westlich des Hasselberger Ortsteils Knorrlück zum ersten Mal das Rohrsystem. Vergleicht man die Karten des Amtlichen Gewässerverzeichnisses mit der Satellitenansicht und dem Verlauf der Gemeindegrenze zwischen Rabenholz im Westen und Schwackendorf im Osten, so zeichnet sich der ursprüngliche Verlauf der Geltingerau anhand des Knickverlaufs und der Ackergrenzen ab. Das Quellgebiet liegt auf der Wasserscheide zwischen Flensburger Förde im Norden und Schlei im Süden. Nach 450 Meter offenem Verlaufes verschwindet die Geltingerau wieder in einem 290 Meter langem Rohr mit siebzig Zentimeter Innendurchmesser. Der ehemalige oberflächliche Bachlauf ist hier beim Gut Knorr als ehemalige Gewässerschleife mit Uferbewuchs noch erhalten geblieben. Von hier ab verläuft die Geltingerau auf 3,32 Kilometer bis kurz vor der Bundesstraße 199 oberirdisch. Innerhalb der Ortsmitte von Gelting verläuft sie wieder in einem Rohr mit 110 Zentimeter Innendurchmesser bis zur Schmiedestraße und die letzten 317 Meter wieder oberirdisch bis zur Mündung über einen Überlauf in die Stenderuper Au, siehe auch Karte 1. Die Geltingerau hat damit eine Gesamtlänge von 5,6 Kilometer, wovon 1830 Meter unterirdisch verlaufen.

## Ökologie
Die Geltingerau wird von der Bundesanstalt für Gewässerkunde (BfG) nicht als berichtspflichtiges Gewässer über den ökologischen und chemischen Zustand eines Wasserkörpers an die Europäische Union zur Einhaltung der europäischen Wasserrahmenrichtlinie (WRRL) geführt. Es befinden sich an der Geltingerau keine  Messstellen für Chemie und Biologie des Landesamtes für Umwelt des Landes Schleswig-Holstein (LfU SH). Die der Geltingerau benachbarten Zuflüsse der Geltinger Bucht Stenderuper Au und Lehbekerau wurden laut Digitalem Strukturverzeichnis (DSV) des Landesverbandes der Wasser- und Bodenverbände Schleswig-Holstein (LWBV), den Wasser- und Bodenverbänden (WBV) sowie dem Land Schleswig-Holstein (LLUR) überwiegend die Gesamtbewertung „unbefriedigend“ vergeben (in DSV-Karte ockerfarben). Somit ist zu vermuten, dass die Gesamtbewertung für die Geltingerau eine ähnliche sein wird.

Bis zum Jahre 2028 muss gemäß WRRL für alle Gewässer in der Europäischen Union ein „guter“ ökologischer und chemischer Zustand erreicht werden.

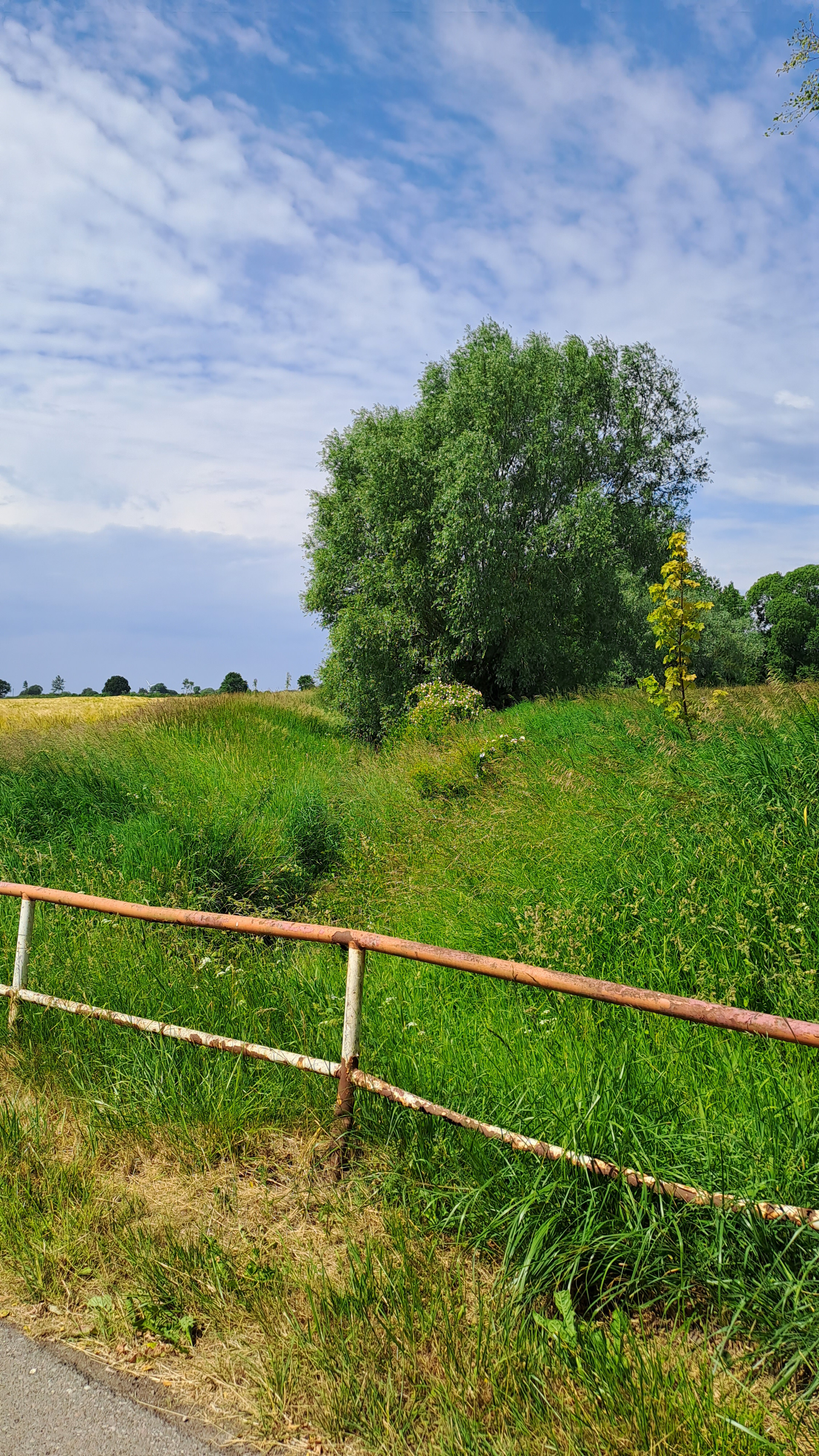
Geltingerau bei Stenderupfeld
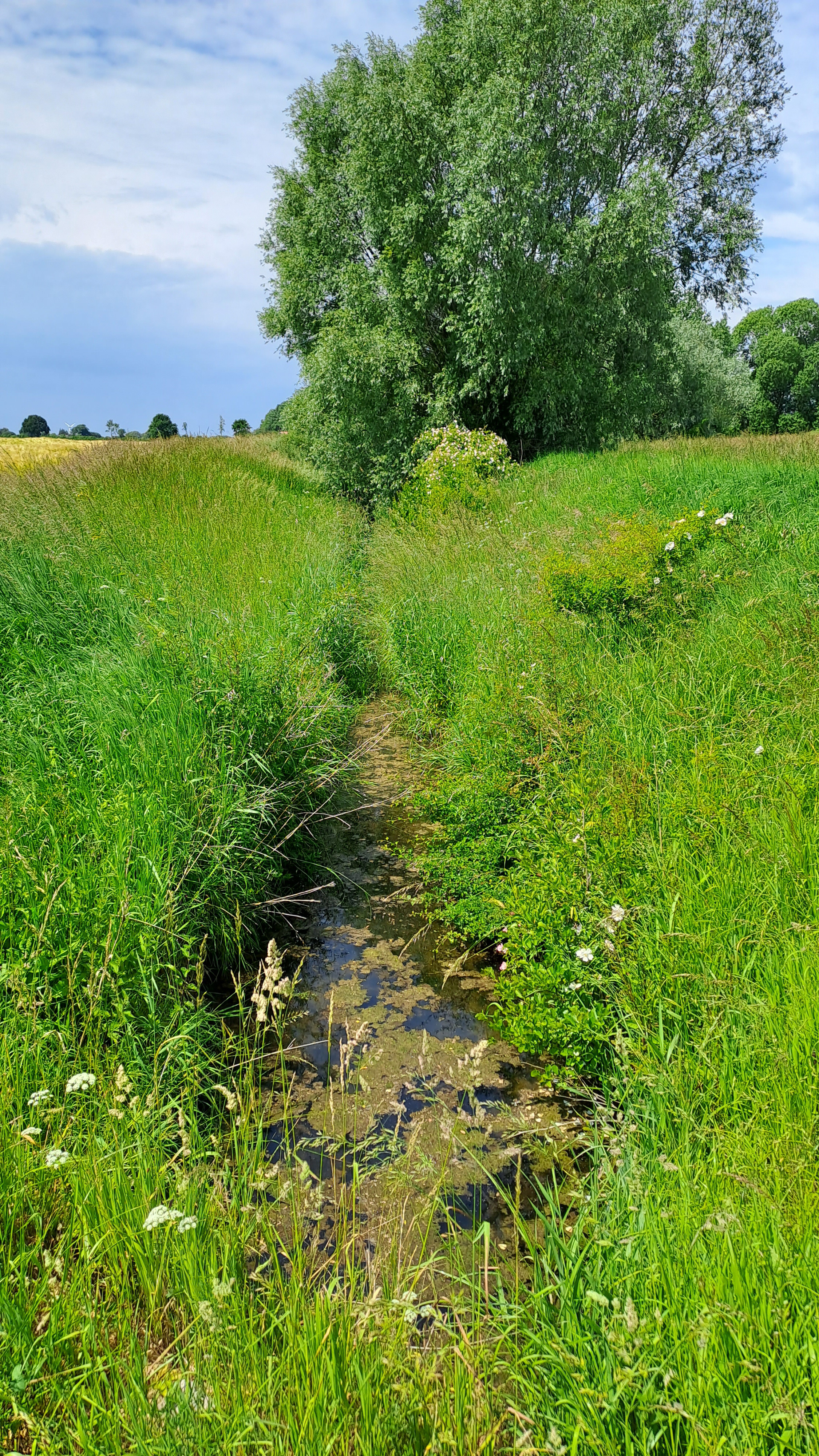
Geltingerau bei Stenderupfeld
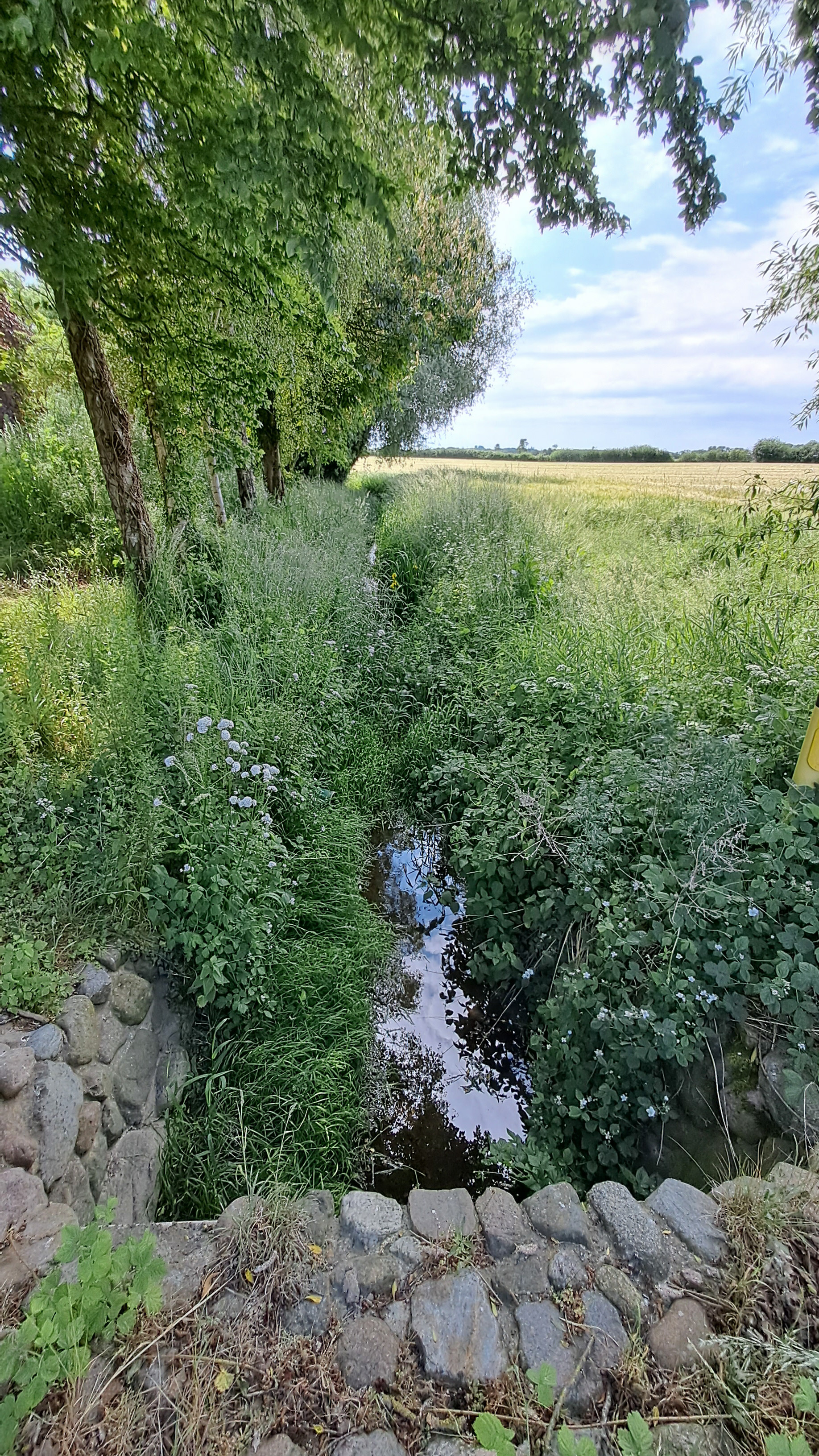
Geltingerau bei Freienwillen
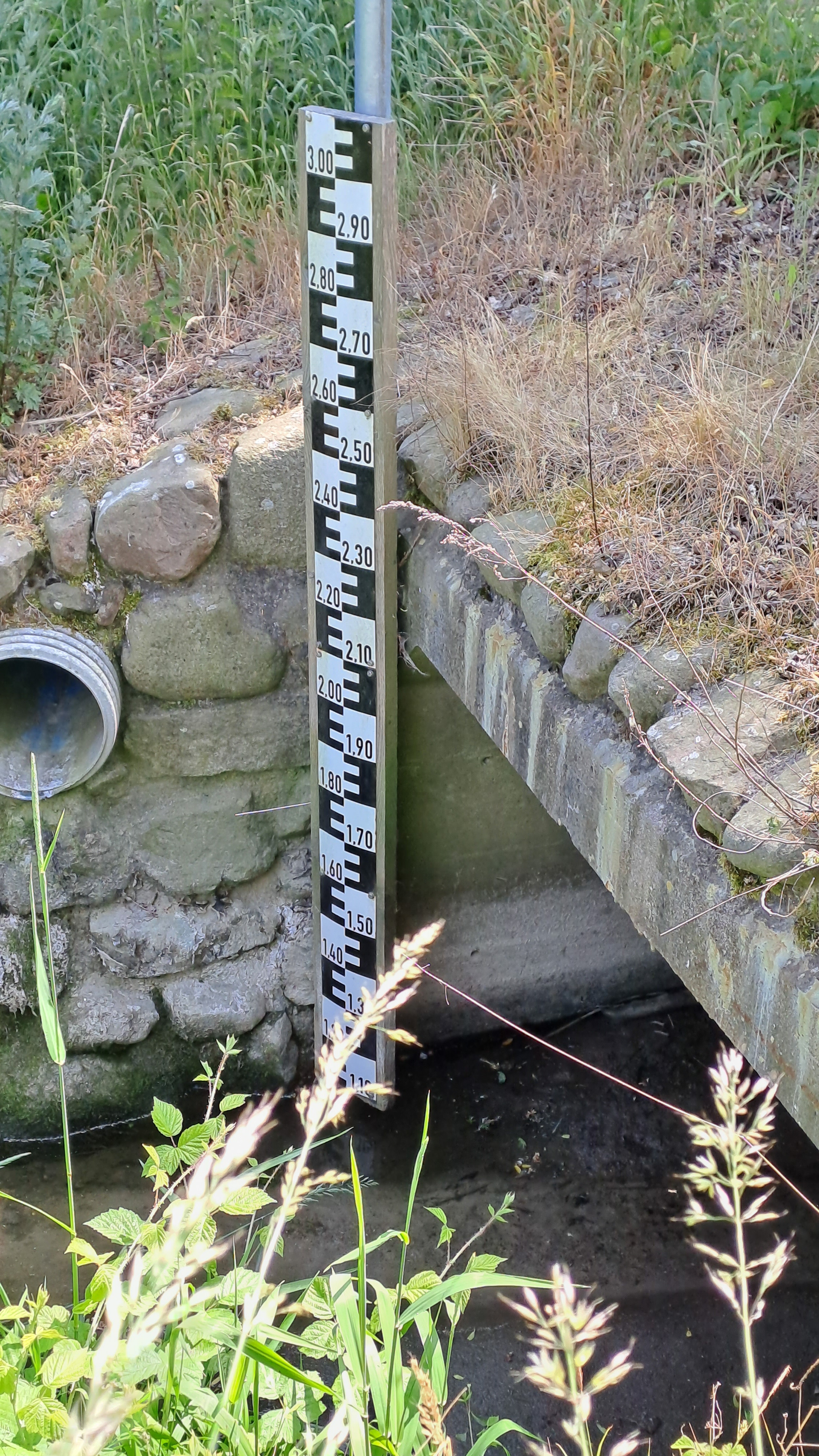
Pegel der Geltingerau bei Freienwillen
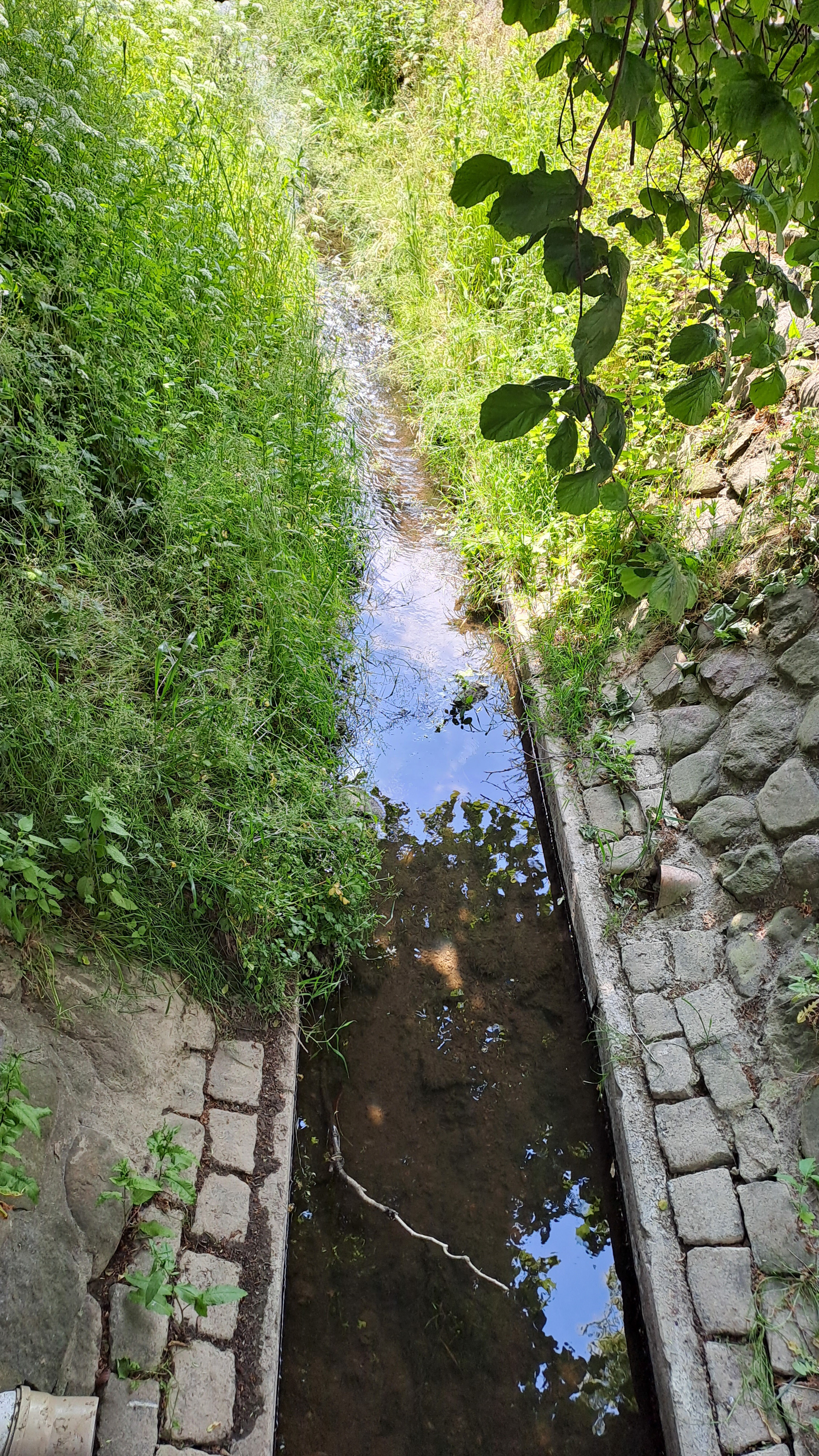
Geltingerau in Gelting südlich der B 199
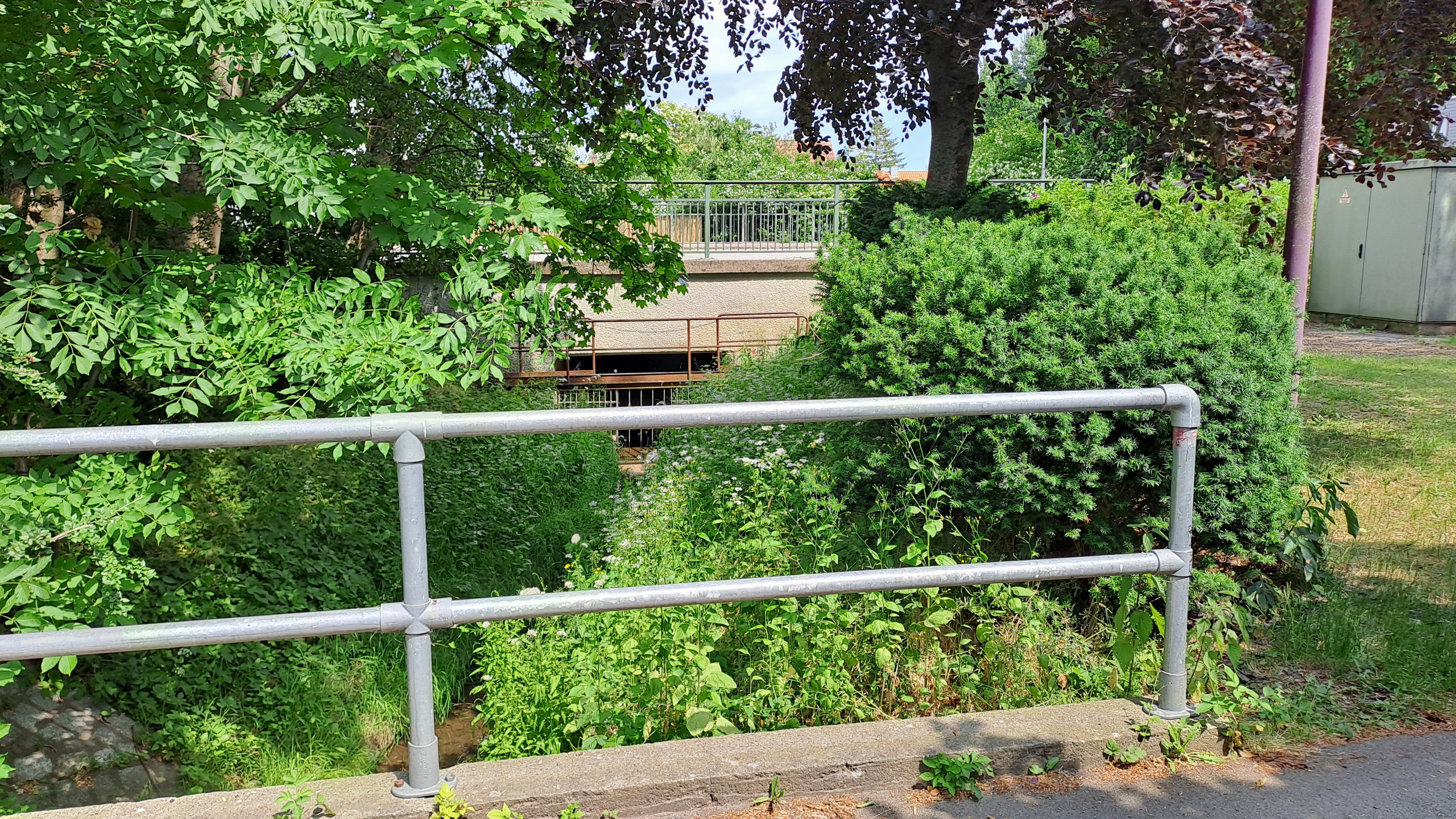
Geltingerau an der B 199 in Gelting
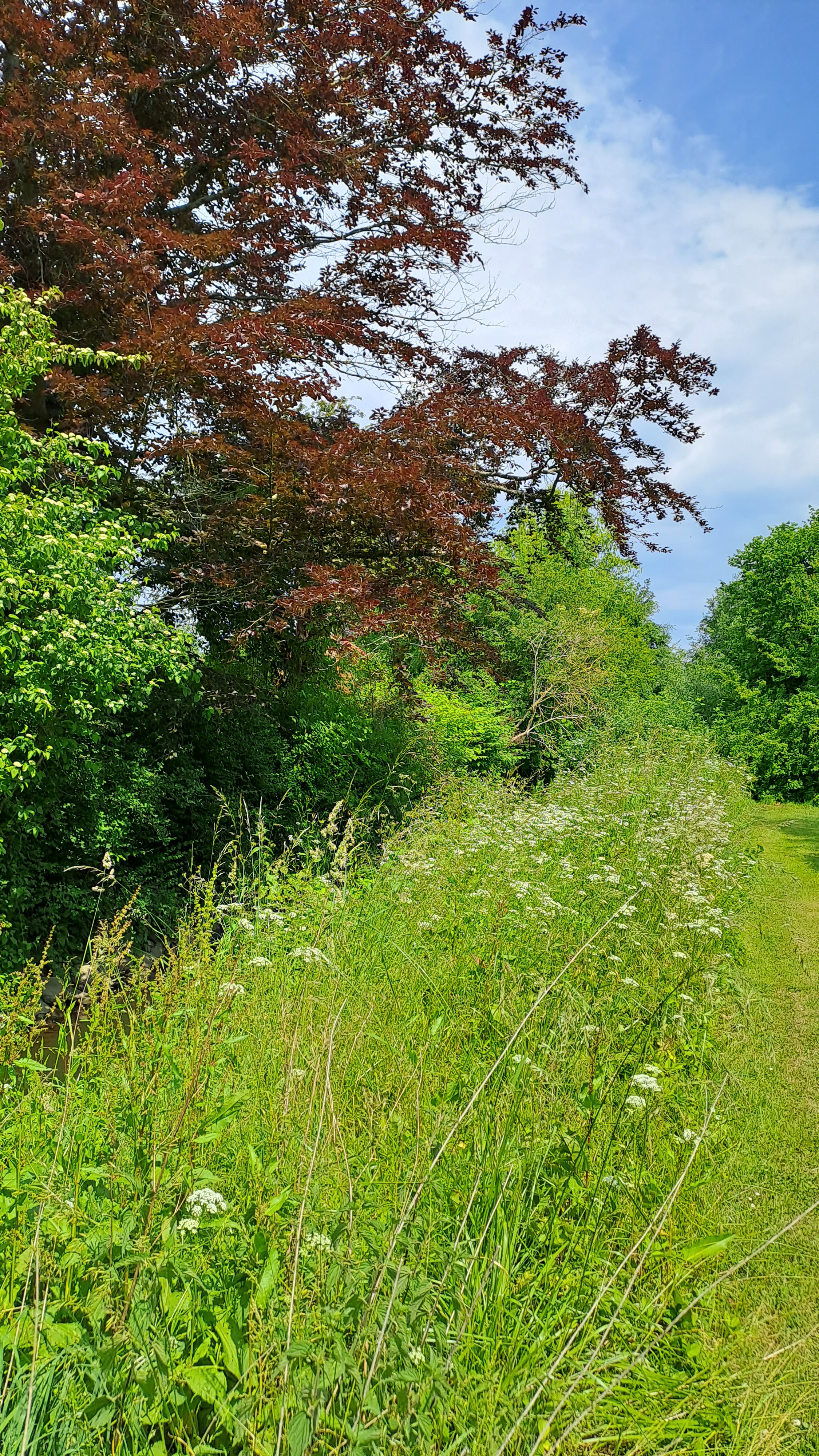
Geltingerau im Norden von Gelting versteckt hinter Ufergebüsch